# 阿里兹河畔图阿尔
阿里兹河畔图阿尔（法語：Thouars-sur-Arize）是法国阿列日省的一个市镇，属于帕米耶区（Pamiers）勒马斯-达济勒县（Le Mas-d'Azil）。该市镇2009年时的人口为52人。

## 人口
阿里兹河畔图阿尔人口变化图示
| 数据来源：INSEE |